# Іванов Юрій Вікторович
Іванов Юрій Вікторович (нар. 8 вересня 1973 року — 15 серпня 2004) — український військовик, миротворець, командир відділення забезпечення роти матеріального забезпечення 6 ОМБр.

## Біографія
Народився 8 вересня 1973 року.
Службу проходив у місті Славута Хмельницької області.
У 2004 році брав участь у миротворчій місії в Іраку у складі 6 ОМБр, був командиром відділення забезпечення роти матеріального забезпечення 62-го окремого механізованого батальйону.
15 серпня 2004 року близько 8.00 за київським часом дві автоцистерни в супроводі чотирьох БТР під'їхали до водойми біля міста Ей-Сувейра, щоб набрати води для технічних потреб. В цей момент прогримів вибух, як з'ясувалося потім це був радіокерований фугас. Капітан Юрій Іванов загинув від отриманих осколкових поранень, незважаючи на спробу доставити військовика до польового табору, що знаходився в 6 км від місця трагедії. Найімовірніше, іракські бойовики запам'ятали місце, де миротворці набирають воду, і встановили в цьому місці саморобну міну.
За фактом загибелі українського миротворця було розпочато розслідування. Керівництво Міністерства оборони України, Генерального штабу Збройних Сил України та Президент України Леонід Кучма висловили співчуття рідним та близьким загиблого.
Іванов став восьмим українським миротворцем, який загинув в Іраку з вересня 2003 року.

## Особисте життя
Був одружений та виховував доньку.

## Нагороди
- орден «За мужність» І ступеня (15 серпня 2004; посмертно) — за мужність і героїзм, виявлені під час виконання службового обов'язку[5]